# Othon VII de Brandebourg
Othon VII (1262 - 1297 ou 1298) fut margrave de Brandebourg de 1291 à sa mort.
Deuxième fils de Conrad Ier de Brandebourg et de Constance Piast (1246-1281), il est le frère cadet de Jean IV et l'ainé de Valdemar. il règne conjointement avec son père et son frère ainé Jean IV à partir de 1291 jusqu'à sa mort sans alliance ni postérité.

## Source
- Anthony Stokvis, Manuel d'histoire, de généalogie et de chronologie de tous les États du globe, depuis les temps les plus reculés jusqu'à nos jours, préf. H. F. Wijnman, éditions Brill Leyde 1890-1893, réédition 1966, volume III, chapitre VIII « Généalogie des Margraves de Brandebourg. Maison d'Ascanie » . Tableau généalogique n° 7.